# Tánpúrá
A tánpúrá (dévanágari: तानपूरा) vagy tambura egy indiai pengetős hangszer, hosszú nyakú lantféleség. Kialakításában és hangzásában hasonlít a szitárhoz. Négy vagy öt húrja van, melyeket a dallam móduszának alaphangjára és kvintjére hangolnak, és folyamatos, finom pengetésével megszakítás nélküli tonális keretet ad a darabhoz.
Az indiai klasszikus zenében a dhrupad-énekeseket kíséri, leggyakrabban oly módon, hogy valamennyi húrját fogás nélkül pengetik, s ezzel a háttérben gyakorlatilag a teljes hangrendszer állandóan szól.
A hangszer neve a perzsa تنبور (tanbūr) szóból származik, ahol a hosszú nyakú lantok csoportját jelöli.

## Változatai
Indiában két fő stílusa ismert:
- Mirázs (Miraj) stílus: az észak-indiai hindusztáni előadók kedvelt tánpúrá stílusa
- Tandzsávúr (Tanjore) stílus: ez a dél-indiai stílus, amelyet a karnátikus zene előadóművészei széles körben használnak